# Édouard Estaunié

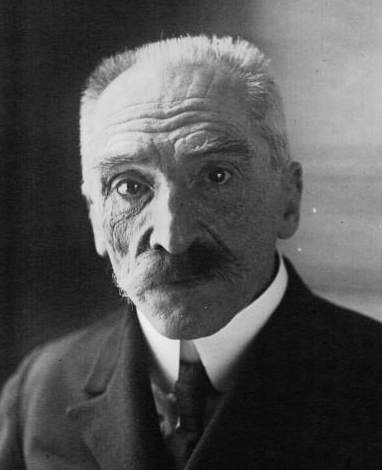
Édouard Estaunié (1923)

Édouard Estaunié (* 4. Februar 1862 in Dijon, Département Côte-d’Or; † 2. April 1942 in Paris) war ein französischer Schriftsteller und Homme de lettres.

## Leben
Estaunié wurde von den Jesuiten ausgebildet, zuerst in Dole, dann in Dijon, schließlich in Paris unter Leitung von Stanislas du Lac (1835–1909). In seinem antiklerikalen Roman L’Empreinte ("Die Prägung") verliert der Jesuitenschüler Léonard Clan den Glauben und wird dennoch Jesuit, weil er sich der Prägung durch die jesuitische Erziehung nicht mehr entziehen kann. 
Estaunié studierte bis 1882 an der École polytechnique (Palaiseau) und wechselte im Anschluss daran an die École libre des sciences politiques nach Paris. Nach seinem erfolgreichen Abschluss dort besuchte er, ebenfalls in Paris, die École nationale superieure des télécommunications. Im Anschluss daran bekam er eine Anstellung bei der Postverwaltung.
Am 15. November 1923 nahm die Académie française ihn als Nachfolger des verstorbenen Journalisten Alfred Capus in ihre Reihen auf (Fauteuil 24).
Zwei Monate nach seinem 80. Geburtstag starb Édouard Estaunié am 2. April 1942 in Paris und fand dort auch seine letzte Ruhestätte.

## Ehrungen
- 1908 Prix Femina für sein Werk „La vie secrète“

## Werke

### Romane
- Un simple. Perrin, Paris 1891.
- Bonne-Dame. Perrin, Paris 1892.
- L’Empreinte. Perrin, Paris 1896.
- Le Ferment. Perrin, Paris 1899.
- L’Épave. Perrin, Paris 1902.
- La vie secrète. Perrin, Paris 1909. (Prix Femina 1908)
  - (deutsch) Das geheime Leben. Zsolnay, Berlin 1938.
- Les choses voient. Perrin, Paris 1913.
  - (deutsch) Die Dinge erzählen. Zsolnay, Berlin 1937.
- Solitudes. Perrin, Paris 1917.
- L’ascension de M. Baslèvre. Perrin, Paris 1920.
  - (deutsch) Segen der Liebe. Zsolnay, Berlin 1936.
- L’appel de la route. Perrin, Paris 1922.
  - (deutsch) Schwester Therese. Die Tragödie eines Herzens. Zsolnay, Berlin 1937.
- L’infirme aux mains de lumière. Grasset, Paris 1923. Bordeaux 2016.
- Le Labyrinthe. Perrin, Paris 1924.
  - (deutsch) Das Testament der Frau von Casérac. Zsolnay, Berlin 1936.
- Le silence dans la campagne. Une nuit de noces. L'infirme aux mains de lumière, et autres nouvelles. Perrin, Paris 1926.
- Tels qu’ils furent. Perrin, Paris 1927.
- Madame Clapain. Perrin, Paris 1932. (das langsame Aufdecken der extremen Selbstverleugnung einer Mutter zu Gunsten des ihr unbekannt gebliebenen Kindes, eines Lebens zwischen Verbrechen und Größe)
  - (deutsch) Der Fall Clapain. Zsolnay, Berlin 1938. Hamburg 1959.
- Le cas de Jean Bunant. Éditions Transhumances, Val-des-Prés 2017.

### Elektrotechnik
- Les sources d'énergie électrique. Paris 1895.
- Traité pratique de télécommunication électrique. Dunod, Paris 1904.

### Verschiedenes
- Impressions de Hollande. Petits maîtres. Perrin, Paris 1893. (über die holländische Malerei)
- (mit anderen) Une sainte parmi nous. Plon, Paris 1937. (über Therese von Lisieux)
- Roman et province. Laffont, Paris 1943.
- Georges Cesbron (Hrsg.) Souvenirs. Droz, Paris 1973.